# Esi Buobasa
Esi Buobasa (Fuveme, Ghana, segle xx) és una peixatera i activista climàtica ghanesa atesa la seva condició de migrant mediambiental.
Pels seus esforços per a bastir una resiliència col·lectiva contra els efectes del canvi climàtic, l'any 2023 fou distingida com una de les dones més influents del món segons la radiotelevisió britànica BBC, una de les tretze elegides del continent africà.

## Trajectòria
Buobasa naixé i es crià a Fuveme, un llogarret costaner pertanyent als entorns de la llacuna de Keta i al muncipi del mateix nom, pertanyent a la regió Volta ghanesa i habitada pel poble ewe. Aquell territori, un istme entre la llacuna i el golf de Guinea, quedà d'ençà de les dècades del 2000 i 2010 reduït a pràcticament una fina línia de sorra illenca (similar a la barra del Trabucador catalana) per mor de l'erosió provocada per la pujada del nivell de la mar. Desenes de metres de costa quedaren submergides i s'espera que la zona desaparegui íntegrament sota la mar. Addicionalment, Fuveme també pateix les revingudes periòdiques del riu Volta.
La pèrdua d'edificis engolits per la mar i la creixent recurrència de marors ciclòniques i riberenques forçà Buobasa, pescadora d'ofici, amb el seu marit i cinc fills, com també altres comunitats autòctones, a emigrar climàticament terra endins i haver de refer la seva vida. En aquella regió, la manca d'oportunitats i d'educació de les dones provocà que moltes quedessin desproveïdes del seu únic mitjà de subsistència: la captura i venda del peix.
Per tal de mitigar els efectes socioeconòmics d'aquesta emigració mediambiental, Buobasa creà una associació per a donar suport a més dones pescadores en la mateixa circumstància. L'aliança cercà formar-les millor laboralment i discutir noves formes d'associacionisme laboral i de recuperació econòmica. També funcionà com una caixa de resistència en què cada dimarts cada membre aportava una petita quota en cas que calgués finançar destrosses o pèrdua d'ingressos per causa de noves marejades o impactes climàtics. Aquesta implicació associativa i de lideratge respecte de la lluita climàtica comportà que la BBC britànica la distingís en la seva llista 100 Women del 2023 com una de les dones amb més influència d'arreu del món i una de les tretze escollides de l'Àfrica.